# Bailleul-la-Vallée
Pour les articles homonymes, voir Bailleul.
Bailleul-la-Vallée est une commune française située dans le département de l'Eure, en région Normandie.

## Géographie

### Localisation
Bailleul-la-vallée est une commune située dans l'Ouest du département de l'Eure et proche de celui du Calvados. L'atlas des paysages de Haute-Normandie l'inclut dans une unité paysagère formée par la vallée de la Calonne et ne définit donc pas de région naturelle précise d'appartenance. Toutefois, l'Agreste, le service de la statistique et de la prospective du ministère de l'Agriculture, de l'Agroalimentaire et de la Forêt, la classe au sein du pays d'Auge (en tant que région agricole).
| Asnières  | Morainville-Jouveaux | Fresne-Cauverville     |
| Asnières  | Bailleul-la-Vallée   | Fresne-Cauverville     |
| Piencourt | Fontaine-la-Louvet   | Saint-Aubin-de-Scellon |

### Hydrographie
La commune est située dans le bassin Seine-Normandie. Elle est drainée par la Calonne, le cours d'eau 01 de la commune de Bailleul-la-Vallée, le ruisseau de l'Abbesse et un autre petit cours d'eau,.
La Calonne, d'une longueur de 45 km, prend sa source dans la commune du Planquay et se jette  dans la Touques à Pont-l'Évêque, après avoir traversé 19 communes.

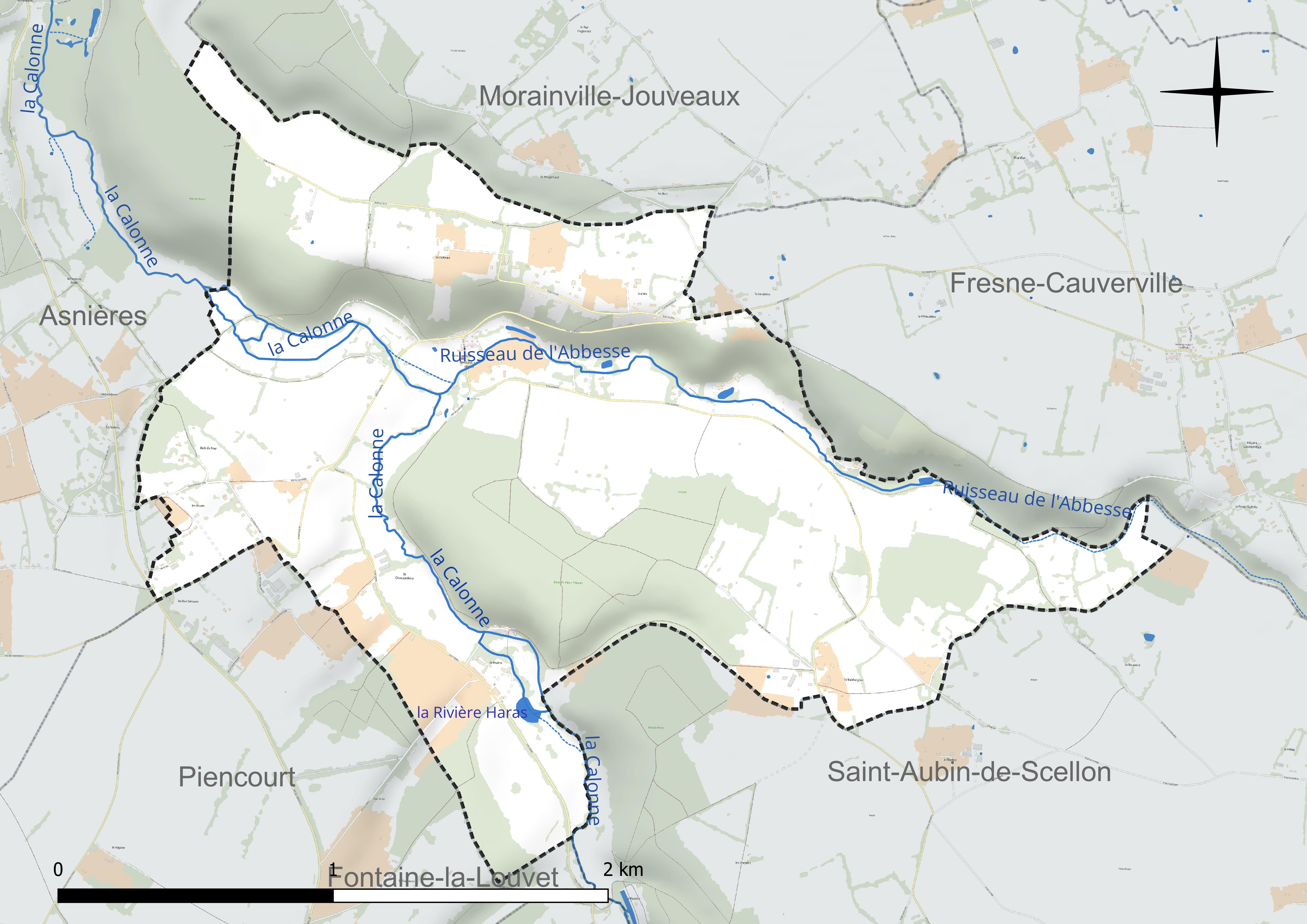
Réseau hydrographique de Bailleul-la-Vallée.

Un plan d'eau complète le réseau hydrographique : la Rivière Haras (0,5 ha),.

### Climat
Pour des articles plus généraux, voir Climat de la Normandie et Climat de l'Eure.
En 2010, le climat de la commune est de type climat des marges montargnardes, selon une étude du CNRS s'appuyant sur une série de données couvrant la période 1971-2000. En 2020, Météo-France publie une typologie des climats de la France métropolitaine dans laquelle la commune est exposée à un climat océanique et est dans la région climatique  Côtes de la Manche orientale, caractérisée par un faible ensoleillement (1 550 h/an) ; forte humidité de l’air (plus de 20 h/jour avec humidité relative > 80 % en hiver), vents forts fréquents. Parallèlement le GIEC normand, un groupe régional d’experts sur le climat, différencie quant à lui, dans une étude de 2020, trois grands types de climats pour la région Normandie, nuancés à une échelle plus fine par les facteurs géographiques locaux. La commune est, selon ce zonage, exposée à un « climat contrasté des collines », correspondant au Pays d’Auge, Lieuvin et Roumois, moins directement soumis aux flux océaniques et connaissant toutefois des précipitations assez marquées en raison des reliefs collinaires qui favorisent leur formation.
Pour la période 1971-2000, la température annuelle moyenne est de 10 °C, avec  une amplitude thermique annuelle de 13,2 °C. Le cumul annuel moyen de précipitations est de 876 mm, avec 12,9 jours de précipitations en janvier et 8,8 jours en juillet. Pour la période 1991-2020, la température moyenne annuelle observée sur la station météorologique la plus proche, située sur la commune de Lieurey à 6 km à vol d'oiseau, est de 11,3 °C et le cumul annuel moyen de précipitations est de 893,1 mm,. Pour l'avenir, les paramètres climatiques de la commune estimés pour 2050 selon différents scénarios d’émission de gaz à effet de serre sont consultables sur un site dédié publié par Météo-France en novembre 2022.

## Urbanisme

### Typologie
Au 1er janvier 2024, Bailleul-la-Vallée est catégorisée commune rurale à habitat très dispersé, selon la nouvelle grille communale de densité à 7 niveaux définie par l'Insee en 2022.
Elle est située hors unité urbaine et hors attraction des villes,.

### Occupation des sols
L'occupation des sols de la commune, telle qu'elle ressort de la base de données européenne d’occupation biophysique des sols Corine Land Cover (CLC), est marquée par l'importance des territoires agricoles (68,3 % en 2018), une proportion identique à celle de 1990 (68,3 %). La répartition détaillée en 2018 est la suivante : 
prairies (61,5 %), forêts (31,7 %), terres arables (3,7 %), zones agricoles hétérogènes (3,1 %). L'évolution de l’occupation des sols de la commune et de ses infrastructures peut être observée sur les différentes représentations cartographiques du territoire : la carte de Cassini (XVIIIe siècle), la carte d'état-major (1820-1866) et les cartes ou photos aériennes de l'IGN pour la période actuelle (1950 à aujourd'hui).

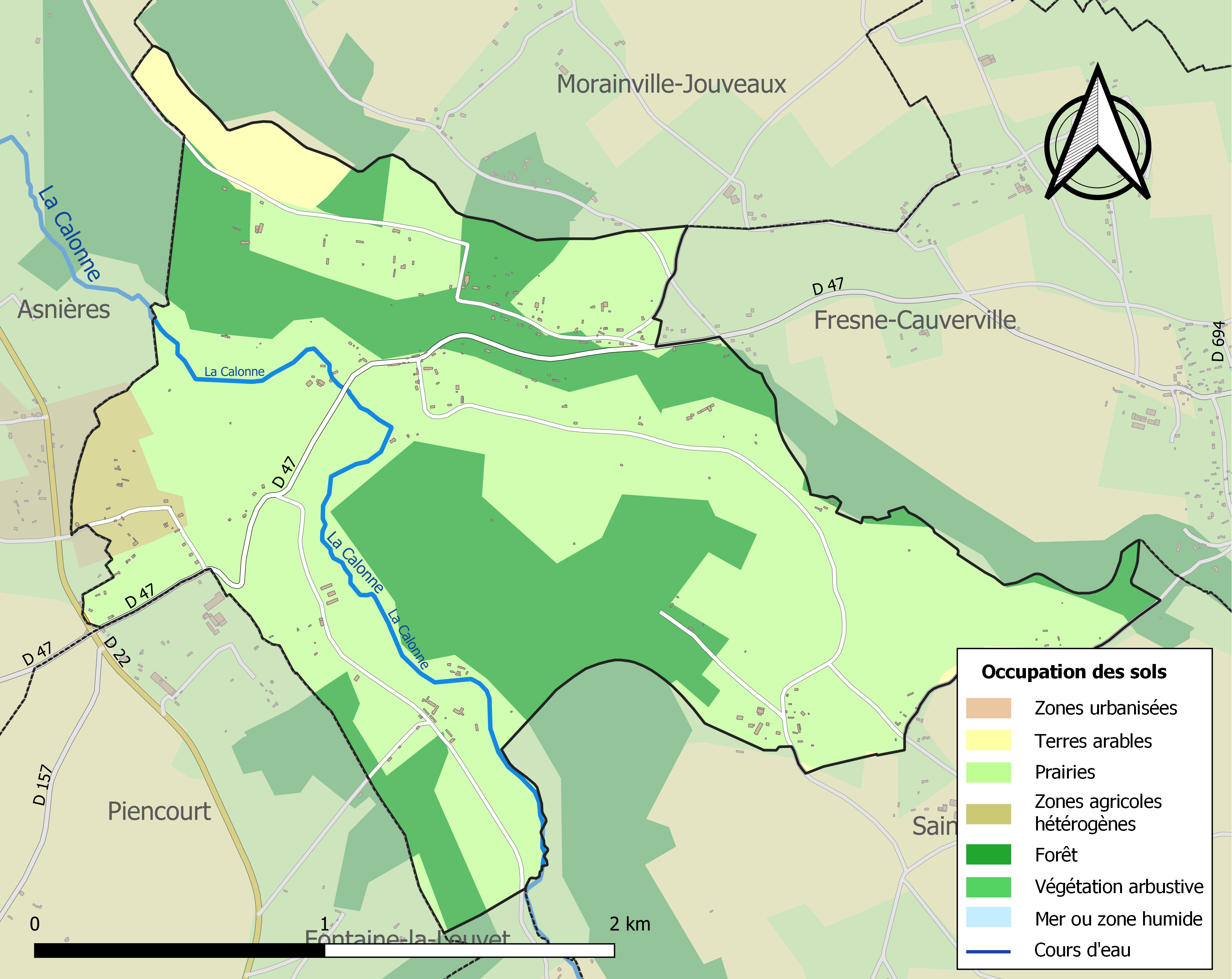
Carte des infrastructures et de l'occupation des sols de la commune en 2018 (CLC).

## Toponymie
Le nom de la localité est attesté sous les formes Baliolus, Baliola villa au IXe siècle, Bailluel en 1135 (cartulaire de Préaux), Bailloil en 1225, Ballolium en 1274.
De l’anglo-normand Balliol diminutif de Bailly : « petit bailliage ».
Ce toponyme est issu du bas-latin ballium d'origine gauloise signifiant « cour, enclos ».
Le déterminant complémentaire "La Vallée" est le nom d'un hameau de la commune.

## Histoire
L'église fut donnée au XIIe siècle à l'abbaye de Préaux.
Au XIXe siècle, la culture et le façonnage du lin étaient la principale occupation des 572 habitants.

## Politique et administration
| Période                                  | Période  | Identité         | Étiquette | Qualité              |
| ---------------------------------------- | -------- | ---------------- | --------- | -------------------- |
| avant 1981                               | ?        | Roland Bucaille  | DVD       |                      |
| mars 2001                                | en cours | Patrick Bucaille | DVD       | Agriculteur retraité |
| Les données manquantes sont à compléter. |          |                  |           |                      |

## Démographie
L'évolution du nombre d'habitants est connue à travers les recensements de la population effectués dans la commune depuis 1793. Pour les communes de moins de 10 000 habitants, une enquête de recensement portant sur toute la population est réalisée tous les cinq ans, les populations de référence des années intermédiaires étant quant à elles estimées par interpolation ou extrapolation. Pour la commune, le premier recensement exhaustif entrant dans le cadre du nouveau dispositif a été réalisé en 2004.

En 2022, la commune comptait 97 habitants, en évolution de −19,17 % par rapport à 2016 (Eure : −0,25 %, France hors Mayotte : +2,11 %).
| 1793 | 1800 | 1806 | 1821 | 1831 | 1836 | 1841 | 1846 | 1851 |
| ---- | ---- | ---- | ---- | ---- | ---- | ---- | ---- | ---- |
| 483  | 569  | 543  | 557  | 565  | 572  | 535  | 512  | 452  |

| 1856 | 1861 | 1866 | 1872 | 1876 | 1881 | 1886 | 1891 | 1896 |
| ---- | ---- | ---- | ---- | ---- | ---- | ---- | ---- | ---- |
| 425  | 448  | 458  | 379  | 392  | 360  | 334  | 301  | 278  |

| 1901 | 1906 | 1911 | 1921 | 1926 | 1931 | 1936 | 1946 | 1954 |
| ---- | ---- | ---- | ---- | ---- | ---- | ---- | ---- | ---- |
| 254  | 218  | 210  | 169  | 160  | 203  | 181  | 162  | 164  |

| 1962 | 1968 | 1975 | 1982 | 1990 | 1999 | 2004 | 2006 | 2009 |
| ---- | ---- | ---- | ---- | ---- | ---- | ---- | ---- | ---- |
| 150  | 120  | 134  | 145  | 119  | 122  | 130  | 134  | 120  |

| 2014 | 2019 | 2022 | - | - | - | - | - | - |
| ---- | ---- | ---- | - | - | - | - | - | - |
| 125  | 102  | 97   | - | - | - | - | - | - |

## Culture locale et patrimoine

### Lieux et monuments
Bailleul-la-Vallée compte de nombreux édifices inscrits à l'inventaire général du patrimoine culturel :
- Un château fort du XIIe siècle[28]. Ce château aurait été démantelé par les Anglais vers 1362. Il n'en reste, aujourd'hui, que des vestiges ; Louis-Nicolas Bescherelle[29] y consacre quelques lignes en 1857 : « les ruines d'une vieille tour, seul reste du château-fort de Bailleul occupé successivement en 1337 par les troupes de Charles le Mauvais et celles du roi de France. Tout près de ce village sur un coteau appelé Vieux Manoir se trouve une enceinte de retranchement où était jadis le château-fort de Bec-Alis. »
- Le manoir de la Rivière (XVIe)[30] ;
- L'église Notre-Dame (XIIe et XIIIe)[31] ;
- Le presbytère (XVIIe)[32] ;
- La croix de cimetière (XIXe)[33] ;
- La mairie et l'école (XIXe)[34] ;
- Des maisons à pans de bois des XVIIIe et XIXe siècles[35],[36] ;
- Deux fermes du XVIIIe[37],[38] ;
- Un moulin à blé datant probablement du XVIIe et fortement remanié au XIXe siècle[39].
- Le haras de Piencourt.

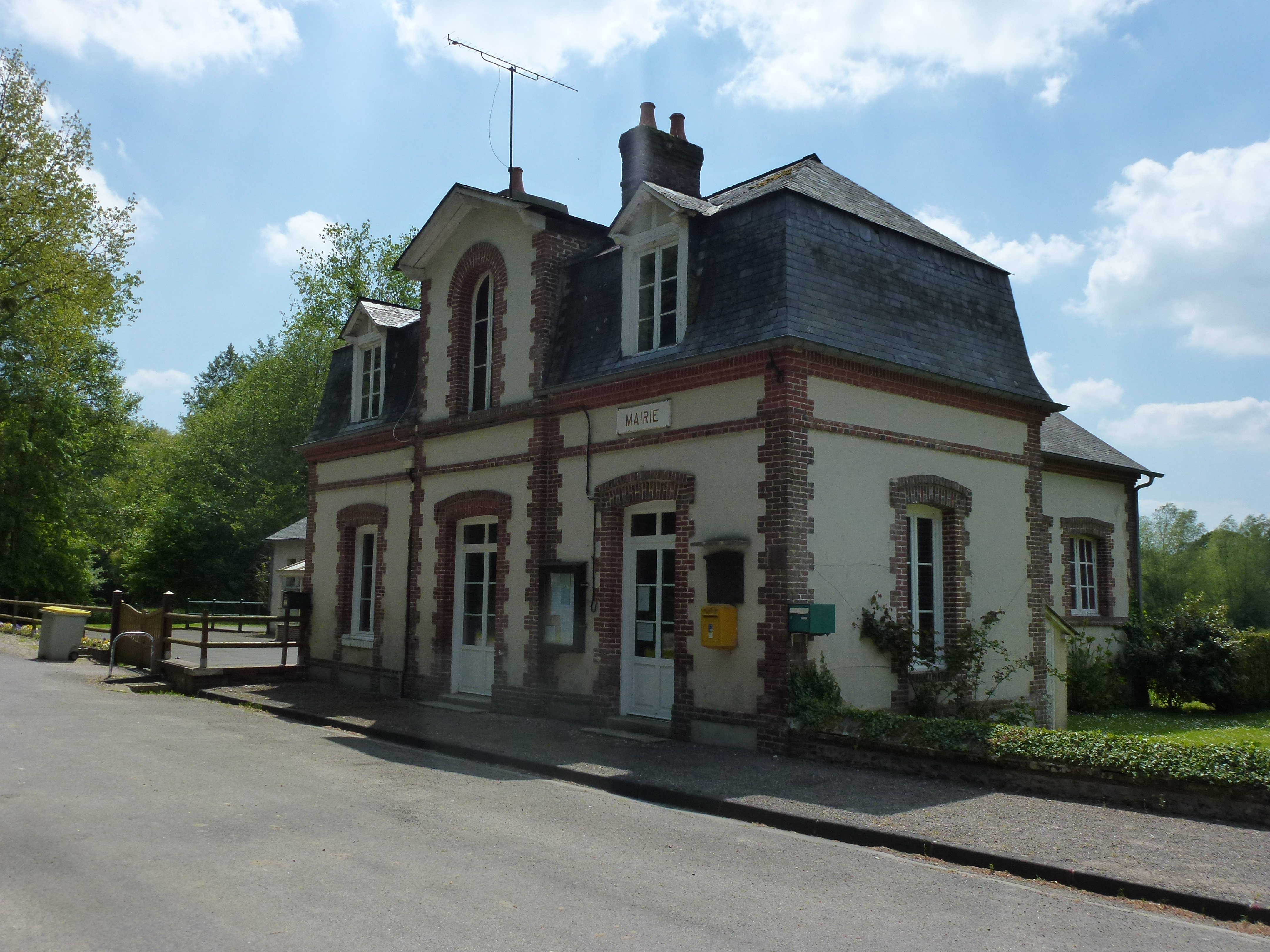
La mairie.
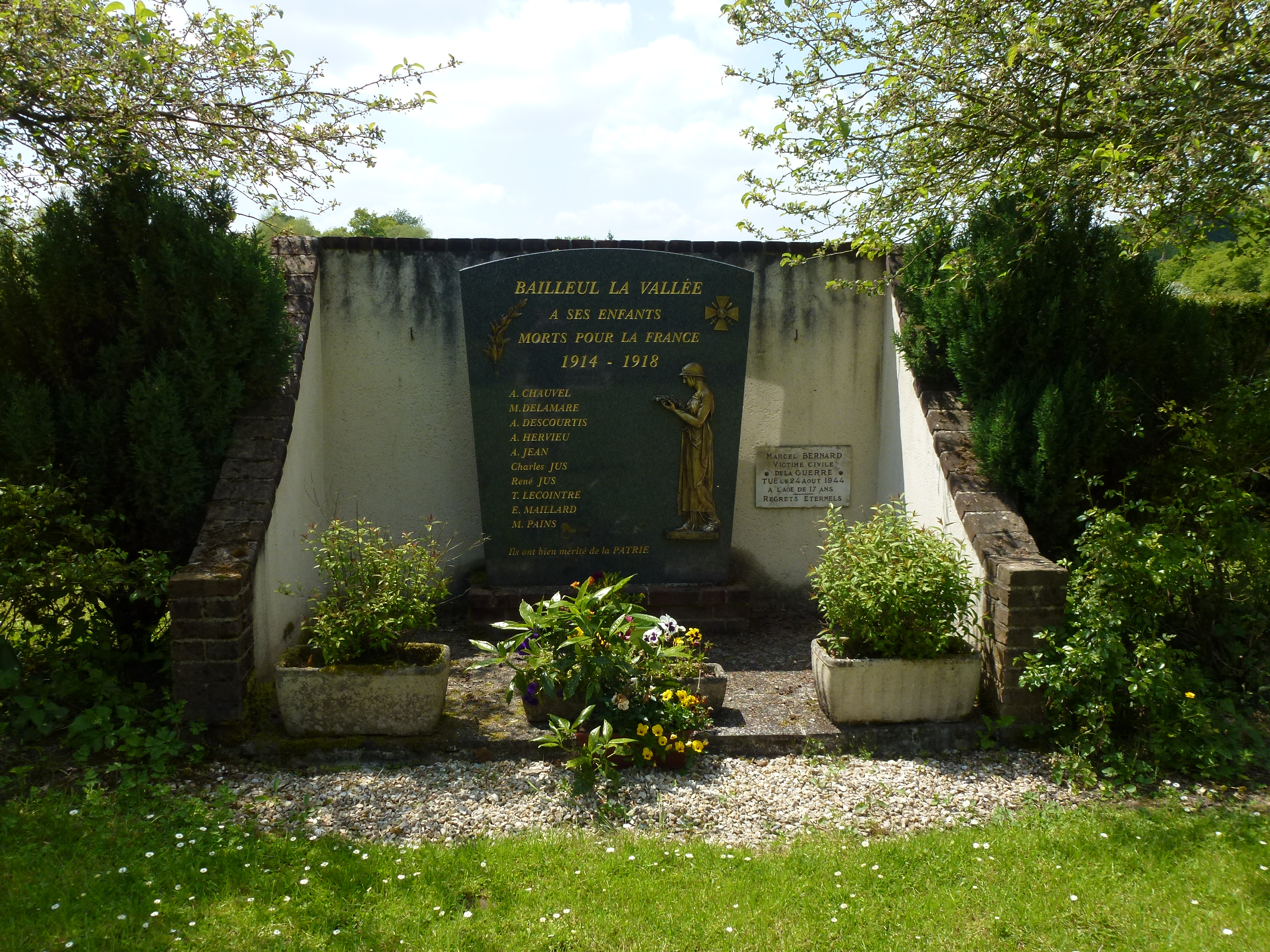
Le monument aux morts.
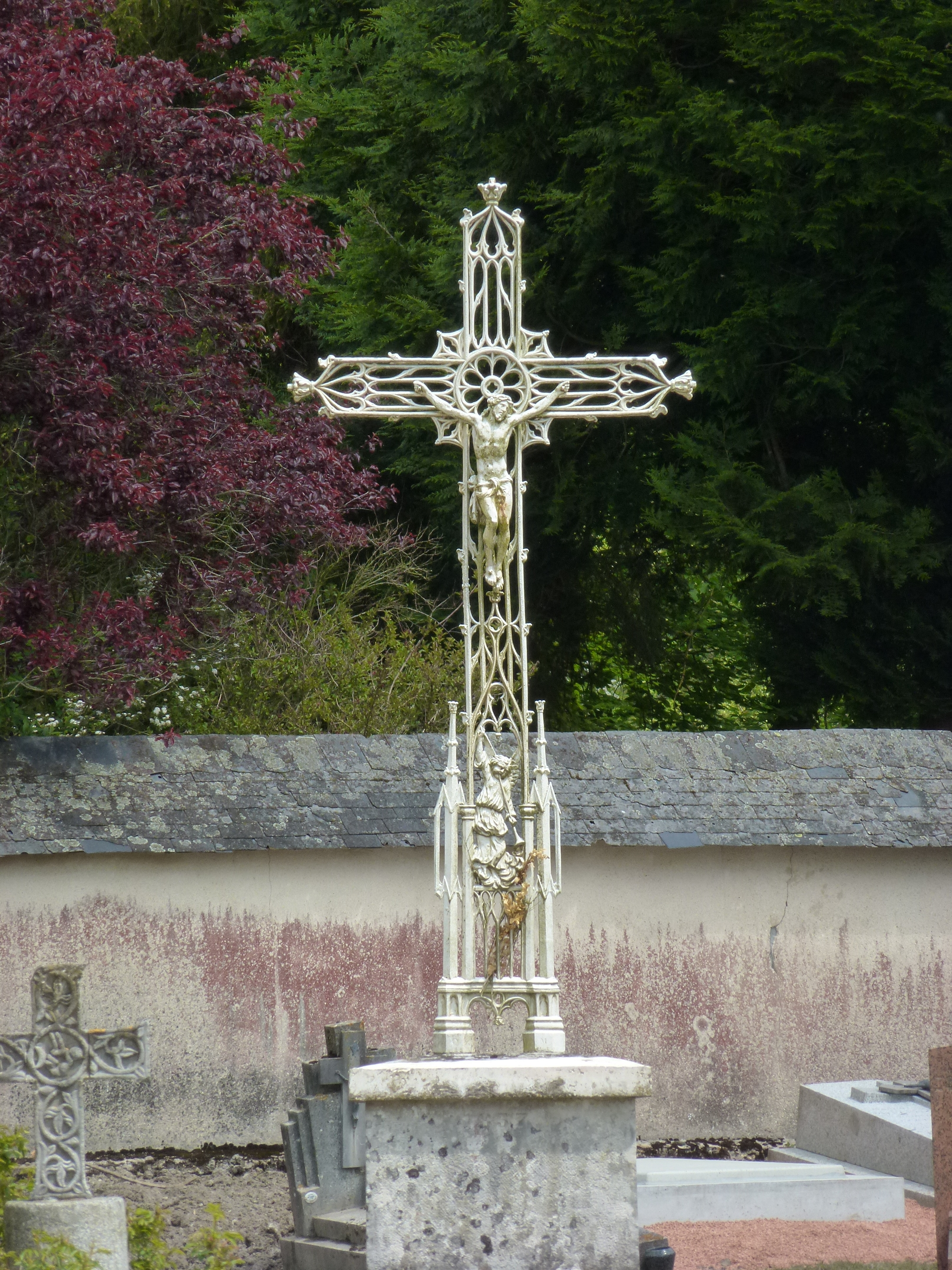
La croix de cimetière.
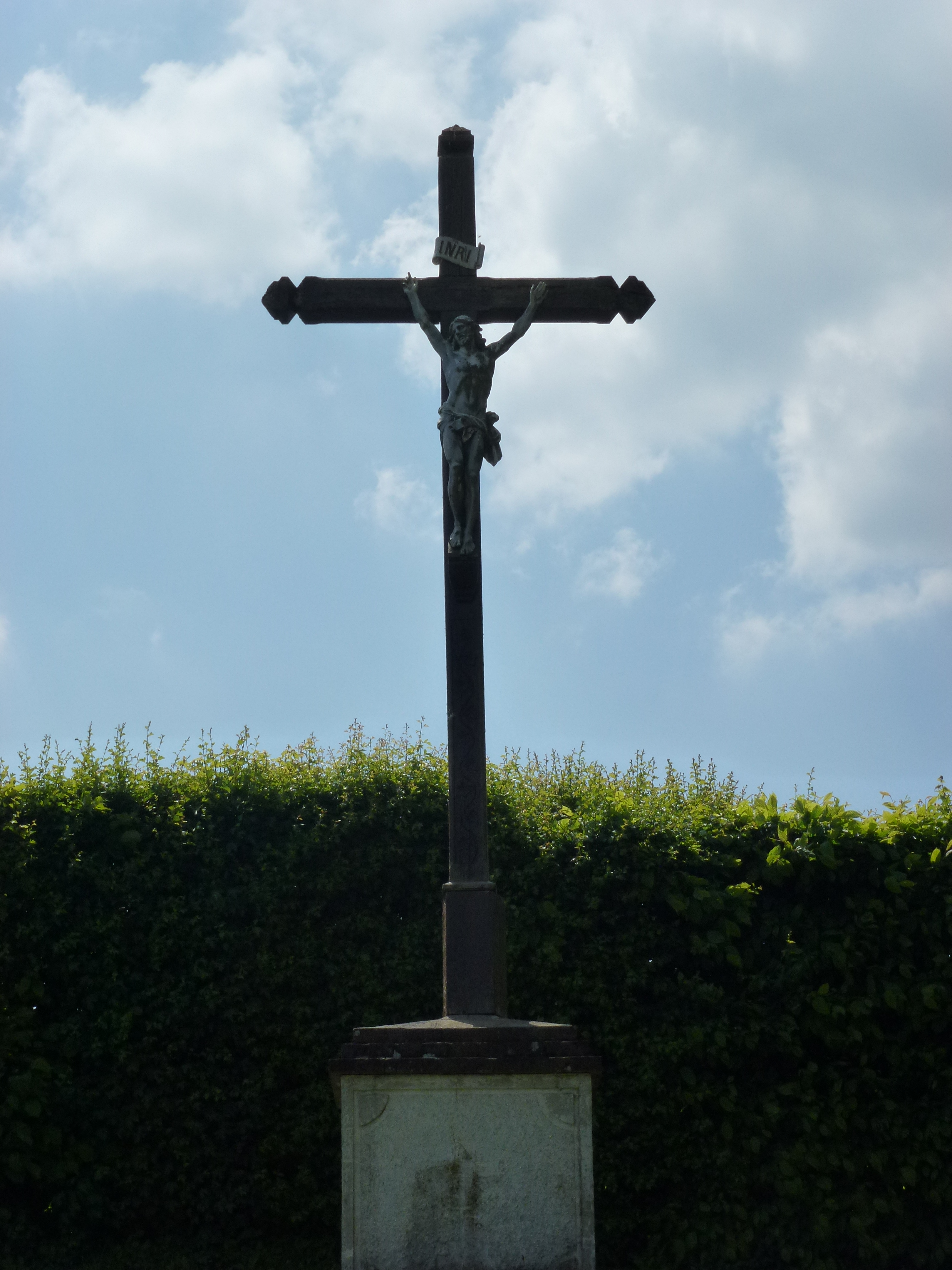
La croix de chemin.
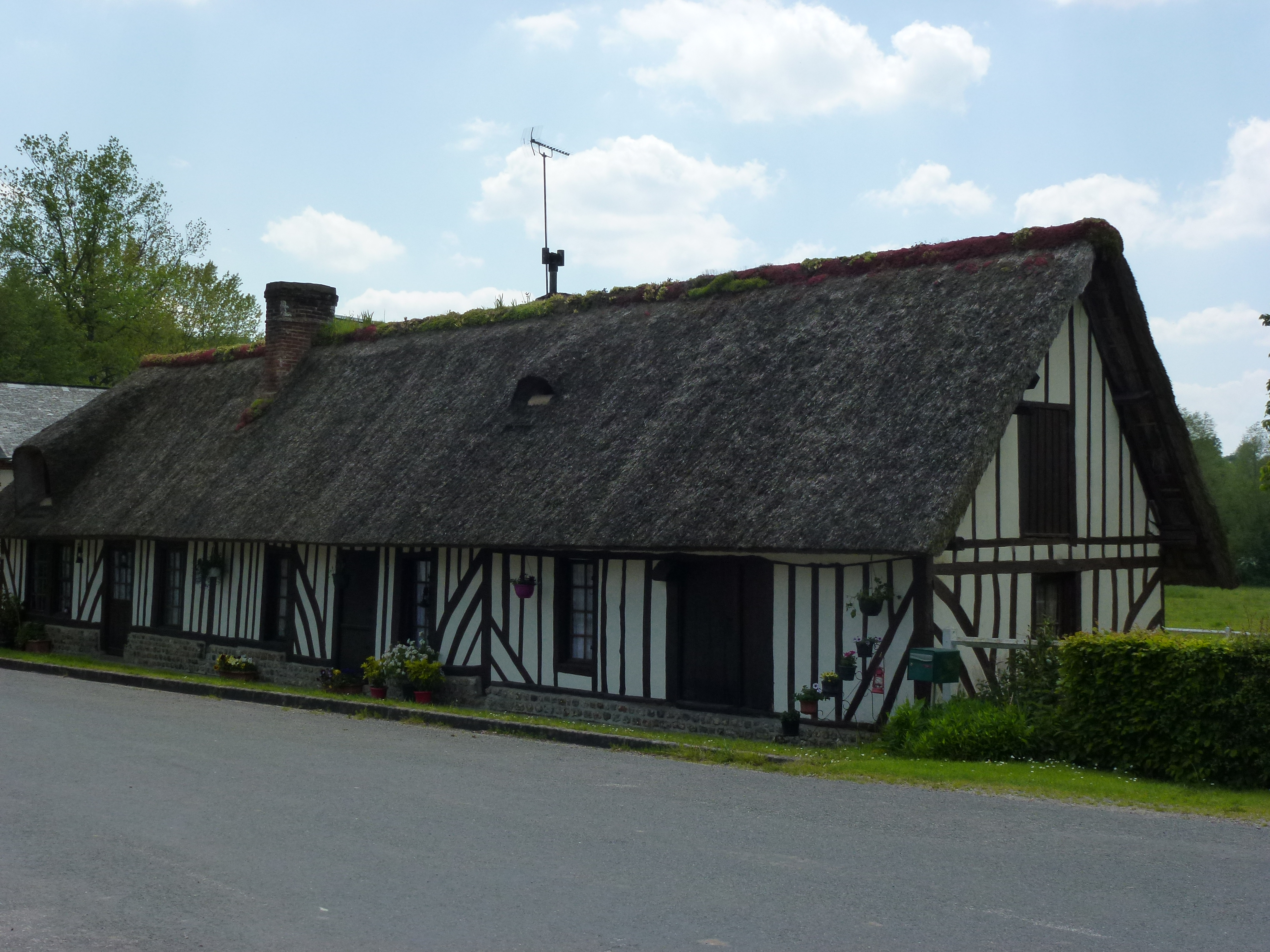
Maison à pans de bois et à toit de chaume.

### Patrimoine naturel

#### Natura 2000
- Le haut bassin de la Calonne[40].

#### ZNIEFF de type 1
- Le bois de Bréval[41].
- L'ancienne cressonnière du ruisseau de l'Abbesse[42].

#### ZNIEFF de type 2
- La haute vallée de la Calonne[43].

### Personnalités liées à la commune
- Yoland Simon, homme de lettres, né le 13 septembre 1941 à Bailleul-la-Vallée.